# Сушка торфу

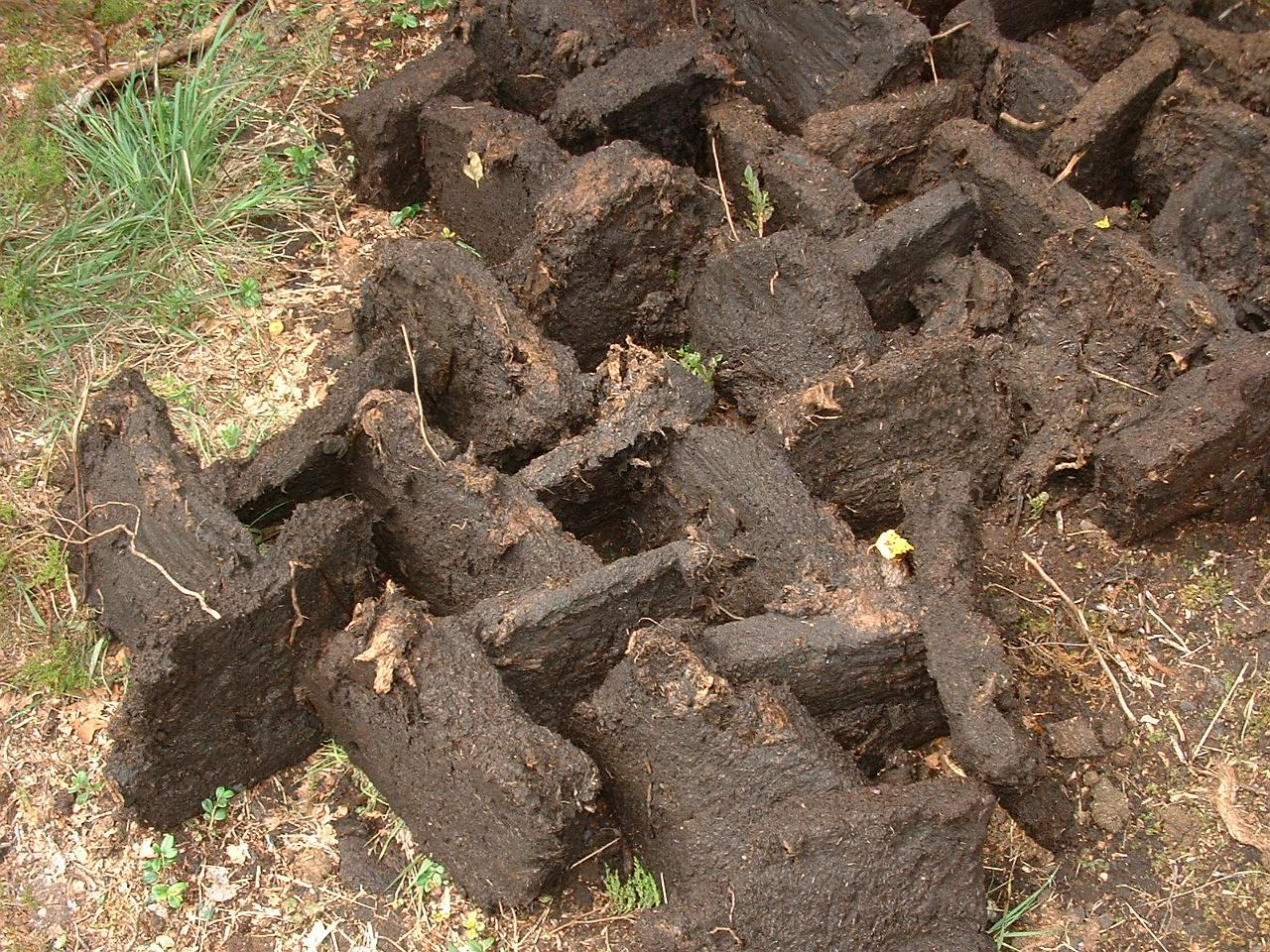
Польове просушування торфу після видобутку.

Сушка торфу — технологічний процес видалення вологи з торфу випаровуванням при його видобутку і виробництві торфової продукції. Поділяється на природну (польову) і штучну (в заводських або лабораторних умовах).
- П р и р о д н а (польова) супроводжується процесами перенесення тепла і вологи між торфом, що сушиться, і повітрям, всередині торфу, між торфом і ґрунтом. Осн. механізмом перенесення є молекулярна дифузія вологи. Тривалість польової сушки при фрезерному способі видобутку 1-2 дні, при екскаваторному — 40-50 днів. Польова С.т. забезпечує зниження вологості фрезерного торфу з 82-75 до 60-50 %, дрібногрудкового з 82-78 до 45 %, грудкового з 88-86 до 45 %.

- Ш т у ч н а С.т. застосовується в торфобрикетному та ізоплитному виробництвах. Здійснюється при транспортуванні торфу по сушильному тракту установки в суміші з високотемпературним топковим газом або перегрітою парою. Тяга створюється вентилятором. Готовий для брикетування торф виводиться з сушильної установки з вологістю 12-18 %. У пром-сті використовують пневмопароводяні, пневмогазові, пневмосепараційні, млинові і парові трубчасті сушильні установки. Сушка теплоізоляц. плит виконується в сушильних камерах, куди подається нагріте до т-ри 90-145оС повітря або газ. Тривалість сушки 24-32 год.